# Gladiolus sekukuniensis
Gladiolus sekukuniensis är en irisväxtart som beskrevs av P.J.D.Winter. Gladiolus sekukuniensis ingår i släktet sabelliljor, och familjen irisväxter. Inga underarter finns listade i Catalogue of Life.